# Cristiano de Eslésvico-Holsácia
Frederico Cristiano Carlos Augusto (Augustemburgo, 22 de janeiro de 1831 – Londres, 28 de outubro de 1917) foi um príncipe germânico da Casa de Eslésvico-Holsácia-Sonderburgo-Augustemburgo, filho do duque Cristiano Augusto II e de sua esposa a condessa Luísa Sofia de Danneskiold-Samsøe. Ele se casou em 1866 com a princesa Helena do Reino Unido, a quinta filha da rainha Vitória do Reino Unido e de seu marido o príncipe Alberto de Saxe-Coburgo-Gota.

## Biografia

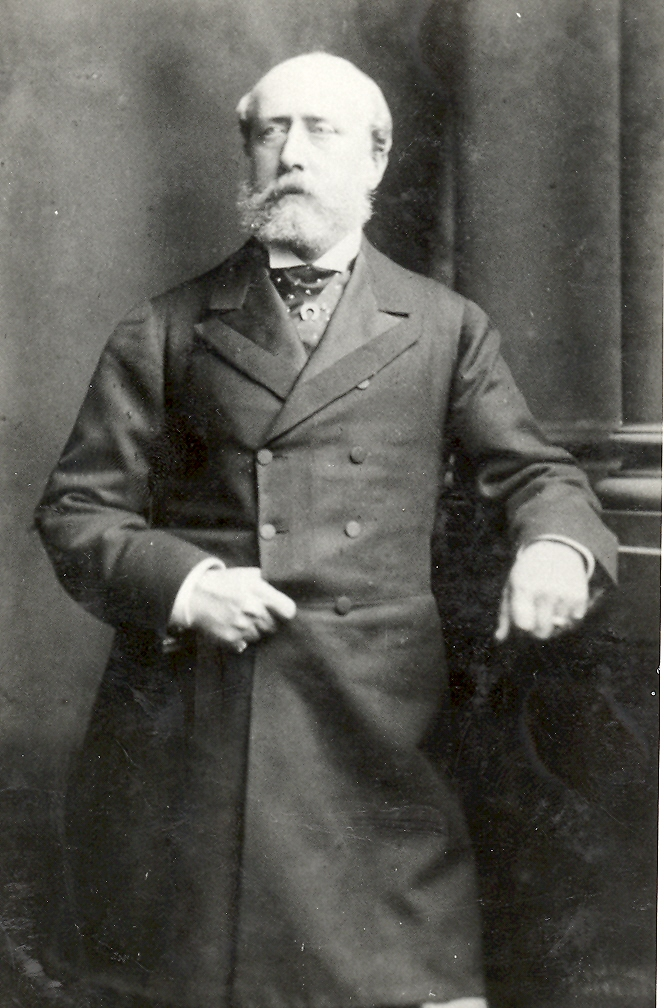
Cristiano de Eslésvico-Holsácia

Cristiano foi o terceiro filho do duque Cristiano Augusto de Eslésvico-Holsácia-Sonderburgo-Augustemburgo e sua esposa (e prima em segundo grau), Luísa Sofia de Danneskiold-Samsøe. Era neto do lado paterno do duque Frederico Cristiano II e da princesa Luísa Augusta da Dinamarca.
Ele participou da Primeira Guerra do Schleswig e depois estudou ciências políticas e direito na Universidade de Bonn. Lá ele conheceu o príncipe herdeiro e, posteriormente, seu cunhado, Frederico da Prússia. Em setembro de 1865, ele conheceu sua futura esposa Helena do Reino Unido, chamada de "Lenchen" pela família. Um amigo íntimo de sua filha mais velha, Vitória e do príncipe herdeiro prussiano, a rainha Vitória o favoreceu como marido de sua filha Helena. Cristiano era o irmão mais novo de Frederico VIII de Eslésvico-Holsácia, o candidato dos dois ducados, apoiado pelos pequenos estados alemães. No final da guerra dinamarquesa, Otto von Bismarck, furioso pelo fato de os dois irmãos não quererem abrir mão de seus direitos, retirou suas posições militares e seus bens. No Tratado de Gastein, em agosto de 1865, Bismarck decidiu que Holstein fosse administrada pela Áustria e Schleswig pela Reino da Prússia. As reivindicações de Augustenburg foram ignoradas. Bismarck considerou a escolha do príncipe Cristiano como marido da terceira filha da rainha Vitória como um aviso e lembrete de que a rainha britânica esperava que a Prússia não engolisse os pequenos estados alemães e expulsasse seus legítimos governantes. Quando o príncipe herdeiro Frederico e sua esposa Vitória satisfeitos com a escolha do príncipe Cristiano como marido de Helena o chamaram de "a melhor pessoa do mundo" Bismarck ficou muito zangado. 
O fato de o príncipe herdeiro ter sido um dos principais defensores da paz com a Áustria e da Questão de Schleswig-Holstein e, assim, se opor abertamente à política bismarckiana tornou a situação ainda mais difícil. Bismarck suspeitava que o casal teria prazer em irritá-lo.

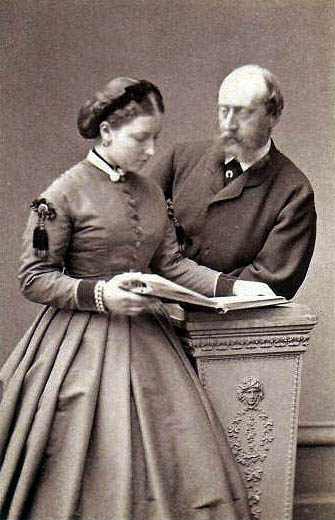
Helena e Cristiano durante seu noivado, 1885

Quando o príncipe Cristiano e a princesa Helena planejaram passar parte de sua lua-de-mel no castelo da família de Augustenburg em Gravenstein, o rei prussiano os proibiu com o conselho de Bismarck. A rainha Vitória considerou o comportamento do rei prussiano um insulto grosseiro e exigiu que o príncipe herdeiro mostrasse a seu pai sua inguinação por uma carta - o que, por sua vez, dava a impressão de que o príncipe herdeiro estava a tomar partido de sua sogra.
Em 5 de julho de 1866, o príncipe Cristiano se casou no Castelo de Windsor com a princesa Helena do Reino Unido, terceira filha da rainha Vitória do Reino Unido e do príncipe Alberto de Saxe-Coburgo-Gota. Eles tiveram os seguintes filhos:
- Cristiano Vitor de Eslésvico-Holsácia (Cristiano Victor Alberto Ernesto António) (14 de agosto 1867 - 29 de outubro 1900). Sem descendência.
- Duque Alberto de Eslésvico-Holsácia (Alberto João Carlos Frederico Artur Jorge) (28 de fevereiro 1869 - 13 de março 1931). Com descendência.
- Helena Vitória de Eslésvico-Holsácia (Vitória Luísa Sofia Augusta Amélia Helena) (3 de maio 1870 - 13 de março 1948). Sem descendência.
- Maria Luísa de Eslésvico-Holsácia (Francisca Josefa Luísa Augusta Maria Cristina Helena) (12 de agosto 1872 - 8 de dezembro 1956). Sem descendência.
- Haroldo de Eslésvico-Holsácia (Frederico Cristiano Augusto Leopoldo Eduardo Haroldo) (12 de maio 1876 - 20 de maio 1876)
- nado morto (1877-1877)

## Honras
- KG: Cavaleiro da Ordem da Jarreteira, 9 de julho de 1866[2]
- PC: Membro do Conselho Privado, 7 de agosto de 1894[3]
- GCVO: Cavaleiro Grã-Cruz da Real Ordem Vitoriana, 22 de janeiro de 1901[4]